# Ordem Executiva 8802

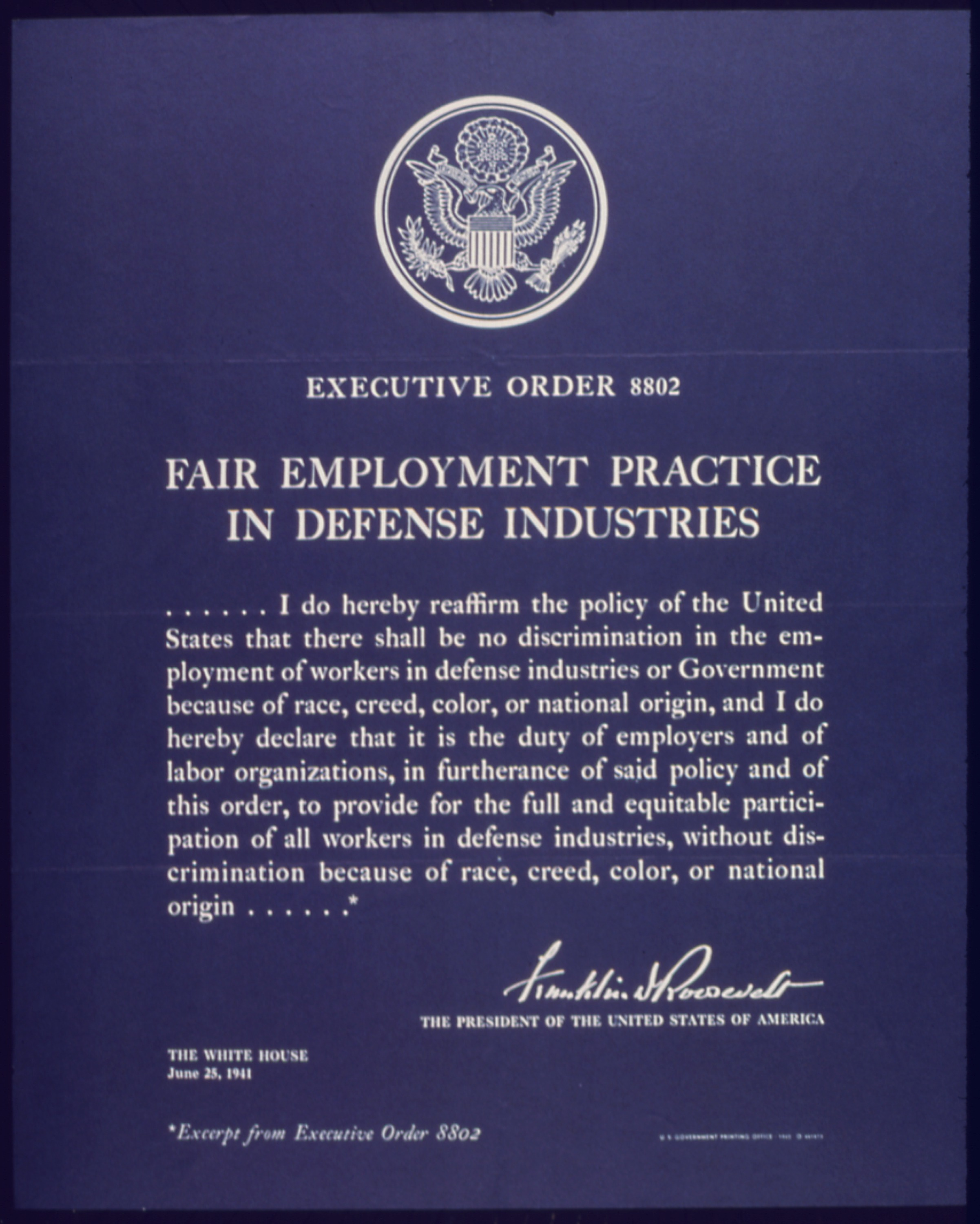
Executive Order No. 8802, Fair Employment Practice in Defense Industries

Poster da War Manpower Commission a citar a Executive Order 8802

A Executive Order 8802 foi assinada pelo Presidente dos Estados Unidos Franklin D. Roosevelt a 25 de junho de 1941 para proibir a discriminação racial na indústria de defesa de seu país. Foi a primeira ação federal (embora não seja uma lei) a promover igualdade de oportunidades e a proibir a discriminação de emprego nos Estados Unidos.